# Morlupo
Morlupo es una localidad italiana de la provincia de Roma, región de Lacio, con 8.269 habitantes.

## Evolución demográfica
| Gráfica de evolución demográfica de Morlupo entre 1861 y 2001 |
|                                                               |
| Fuente ISTAT - elaboración gráfica de Wikipedia               |

## Ciudades hermanadas
- Iaşi